# Saint-Pôtan
Saint-Pôtan è un comune francese di 799 abitanti situato nel dipartimento delle Côtes-d'Armor nella regione della Bretagna.

## Società

### Evoluzione demografica
Abitanti censiti